# Сумарин
Сумари́н (пол. Sumaryn) — гірський потік в Україні, у Богородчанському районі Івано-Франківської області. Права притока Бистриці Солотвинської (басейн Дністра).

## Опис
Довжина потоку приблизно 3,49 км, найкоротша відстань між витоком і гирлом — 2,69 км, коефіцієнт звивистості потоку — 1,3. Формується гірськими струмками. Потік тече у гірському масиві Ґорґани.

## Розташування
Бере початок на західних схилах гори Шиворис (1076,7 м). Спочатку тече на південний, потім на північний захід і в селі Стара Гута впадає у річку Бистрицю Солотвинську, ліву приооку Бистриці.

## Цікавий факт
- У пригирловій частині на правому березі потоку розташоване гірське плото (1050,7 м)[4].